# غايوس جراكوس
جايوس سمبرونيوس جراكوس (باللاتينية: Gaius Sempronius Gracchus) (121 - 154 ق.م) كان سياسيًا رومانيًا إصلاحيًا في القرن الثاني قبل الميلاد. شقيق المُصلح بدوره «تيبيريوس جراكوس». اشتهر كمنبر شعبي بين 123 و 122 ق.م، حيث اقترح مجموعة واسعة من القوانين، بما في ذلك قوانين إنشاء مُستعمرات خارج شُبه الجزيرة الإيطالية، ودعى للإصلاح الزراعي، وإصلاح النظام القضائي، وإنشاء خط ثابت لتزويد روما بالحبوب.
في السنة التي أعقبت دورته الثانية كمنبر شعبي، استخدم أعداؤه السياسيون الاضطرابات السياسية - التي تسبب فيها هو وحلفاؤه - كذريعة لإعلان الأحكام العرفية ومُطاردة مؤيديه، مما أدى إلى وفاته. بعد وفاته، تم تطهير حُلفائه السياسيين في سلسلة من المُحاكمات الظاهريّة، إلا أن مُعظم تشريعاته القانونية لم تتأثر بذلك.

## خلفية
وُلِد «غايوس جراكوس» في عائلة سياسية ذات علاقات وثيقة. كان والده، «تيبيريوس سمبرونيوس جراكوس»، سياسيًا ناجحًا للغاية، خدم كقُنصل روما للسنوات 177 و 163 ق.م، وانتخب رقيبًا في 169 ق.م. كما أنه احتفل بانتصارين خلال سبعينيات القرن الثاني قبل الميلاد، أحدهما لتأسيس سلام دام عشرين عامًا في شُبه الجزيرة الإيبيرية.
كانت والدته «كورنيليا»، ابنة «سكيبيو الإفريقي»، وهي امرأة نبيلة كان لها تأثير كبير على «جراكوس». كأرملة، بعد وفاة «جراكوس الأكبر»، رفضت عرض الزواج من «بطليموس الثامن»، ملك مصر، مُفضلة تكريس حياتها لتربية أبنائها.
كان «تيبيريوس جراكوس»، الأخ الأكبر لـ«غايوس»، من خلال زواجه، قد تحالف مع عائلة كلودي، على الرغم من صلاته من جانب الأم مع عائلة سكيبيو، حيث كان هُناك تنافس تاريخي بين العائلتين. ومع ذلك، يُمكن الافتراض أن كلا الأخوين جراكوس كانا على اتصال بأفراد أقوياء في كلتا العائلتين.

## الحياة السياسية المُبكرة
خدم «غايوس جراكوس» في الجيش الروماني تحت قيادة «سكيبيو اميليانوس» خلال الحملة ضد نومنسيا ابتداءً من عام 133 ق.م. ربما يكون قد شغل منصب أطربون عسكري أثناء خدمته هُناك. خلال عمل أخيه الأكبر «تيبيريوس» كمنبر شعبي، بدأ حياته السياسية بانتخابه مُفوضًا في لجنة جراكوس لتوزيع الأراضي العامة على الأسر الفقيرة.
في عام 126 ق.م، دعم برنامج «ماركوس فولفيوس فلاكوس» السياسي. أثناء وجوده في روما، عارض قانونًا تريبيونياً مُقترحًا لمنع غير المواطنين من الاستقرار في البلدات الرومانية وطرد أولئك الذين فعلوا ذلك. ثم غادر بصفته كويستور إلى مُقاطعة سردينيا الرومانية لمحاربة المتمردين هناك تحت قيادة «لوسيوس أوريليوس أوريستس».
خلال فصل الشتاء القاسي، نجح «غايوس» في الحصول على الإمدادات من سردينيا للقوات الرومانية التي تعرضت لضغوط شديدة. تم تأجيل قيادة «أوريستس» في سردينيا للمرة الثانية، مما أدى إلى توسيعها إلى النقطة التي أراد فيها «غايوس» المُغادرة لمواصلة مسيرته المهنية. أفاد «بلوتارخ»، على الأرجح استنادًا إلى تصريحات «غايوس» الخاصة، أن سبب تأجيل قيادة قائده كان لأن مجلس الشيوخ أراد إبعاده عن روما، وهو ادعاء "سخيف بشكل واضح"، كان سبب التأجيل شُبه مؤكد لأن حملة «أوريستس» لم تكتمل وأراد الأخير نيل أنتصاره.
بغض النظر، ترك «غايوس» سردينيا وعاد إلى المدينة مُبكرًا دون إذن من قائده. بعد عودته، تم استجوابه أيضًا من قبل الرقباء حول سبب تركه لمنصبه، ردًا على ذلك، قال إنه قد خدم بالفعل لفترة أطول من مُعظم الأشخاص، وأن له الحق في العودة بعد عام واحد، وأن كانت حُسن الخلق والخدمات أكثر من كافية، في الواقع، "دافع عن حقه في الإفراج عنه كمبرر للإفراج عن نفسه". اتُهم لاحقًا بالمساعدة في ثورة إيطالية في بلدة فريجيلاي حدثت في 125 ق.م، لكنه نجح في دحض الاتهامات؛ معروفًا لدى الناس، ترشح للانتخابات كمنبر الشعب وفاز.

### غايوس كمنبر شعبي
انتُخِب «غايوس» كواحد من منابر الشعب لعام 123 ق.م. بدأ في برنامج تشريعي شديد وعدواني على الفور، بهدف جذب مُختلف المجموعات الى قضيته إلى جانب "أسلوب مُثير للخطابة العامة جعله أعظم [خطيب روماني] بين «كاتو الأكبر» و«شيشرون»".
كما غيَّر «غايوس» أيضًا طريقة إلقاء الخطب من الروسترا (منصة كبيرة بُنيت في روما). في السابق، عندما ألقى أحد المُتحدثين خطابًا في المُنتدى العام، أدار وجهه إلى اليمين في اتجاه مجلس الشيوخ والكوميتيوم (مكان الاجتماع العام في الهواء الطلق داخل روما). بدلاً من ذلك، أدار «غايوس» وجهه إلى اليسار، باتجاه المُنتدى العام، وأعطى ظهره لمجلس الشيوخ.

### أول سنة كمنبر شعبي(123 ق.م)
في عامه الأول، كواحد من منابر الشعب لسنة 123 ق.م، اقترح إجراءين، أولهُما قانون لمنع أي قاضٍ يعزله الشعب من الترشح لمنصبٍ جديد، والثاني قانون يُعيد التأكيد على الاستئناف إلى الشعب في قضايا الإعدام التي تُعرض القضاة المُخالفين للمقاضاة. تم سحب القانون الأولى بناءً على طلب والدته «كورنيليا». المحاكم التي تُشرع حُكم الإعدام، والتي لم يتم إنشاؤها من قبل الشعب، تم إعلانها الآن غير شرعية بأثر رجعي، حيث تم طرد القنصل السابق لعام 132 ق.م، «بوبليوس بوبيليوس ليناس»، إلى المنفى.

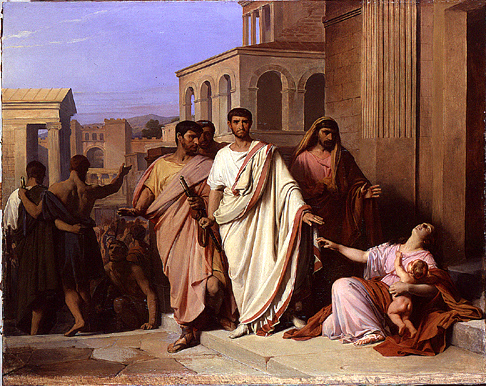
استدعي مجلس الشيوخ لـ«غايوس جراكوس»، بريشة «بيير بريست» 1840.

ثم اقترح قانونًا للحبوب يحدد سعرًا أقصى يبلغ ستة وثُلث أساريوس (عُملة رومانية) لمتوسط من الحبوب وأعاد سَن قانون «تيبيريوس» بشأن توزيع الأراضي الزراعية. يتم شراء الحبوب عندما تكون الأسعار مُنخفضة ويتم تخزينها في مخازن الحبوب العامة؛ السعر نفسه "ربما كان أقل بقليل من السعر الذي يجلبه بيع القمح بعد الحصاد مُباشرة".
كان قانون توزيع الأراضي الخاص بشقيقه الأكبر ناجحًا، بحيث تم العثور على أحجار حدودية تذكُر اسم "جراكوس" في جميع أنحاء جنوب إيطاليا، وأقترح توزيع حوالي 3268 كيلومترًا مربعًا من الأرض، بحيث تستوعب ما بين 70 و 130 ألف مُستوطن. محتويات الإصلاح الزراعي الإضافي لـ«غايوس» أقل وضوحًا. يؤكد «تيودور مومزن» أنه أعاد تنشيط اللجنة من خلال نقل الولاية القضائية عليها بشأن نزاعات الأراضي من القناصل، ولكن لا يوجد دليل واضح على ذلك. أوضح القانون الجديد أي من الأراضي يُمكن إعادة توزيعها، ومع ذلك، وبعد عامه الأول كمنبر، توجد أحجار حدودية تُظهر أنه كان ناجحًا في إعادة توزيع الأراضي حول بوليا. من المُحتمل أيضًا أنه شرع قوانين تسمح بانشاء مُستعمرات رومانية جديدة في سكيليتيوم وطارنت. سياسته الجديدة في إنشاء مُستعمرات خارج إيطاليا جعلته "على ما يبدو أول من أدرك أن مساحة الأرض في إيطاليا لم تكن كافية للتوفير لجميع سُكان شبه الجزيرة".
كما تضمن البرنامج التشريعي قانون العسكر، لتوفير ملابس الجنود من الخزينة العامة ومنع تجنيد الرجال دون سن السابعة عشرة. في حين أن الحد الأدنى لسن التجنيد كان قانونًا سابقًا" "يُقال عمومًا إن جراكوس [أضاف] هذا القانون بسبب الحالات الأخيرة لتجنيد أشخاص دون الحد الأدنى للسن" ولكن هذا مرفوض لكونه غير معقول. يُرجح أن القانون أعاد ببساطة صياغة شروط الخدمة العسكرية.
تبع ذلك قانون لتأسيس العشور الزراعية في مُقاطعة آسيا، "الذي سلم [سُكان المقاطعة] في الواقع إلى الشركات الكبيرة من مزارعي الضرائب"، لحشد دعم طبقة الفرسان. مشروع قانون آخر لدمج 300 أو 600 من أفراد هذه الطبقة في مجلس الشيوخ كان على الأرجح غير فعال.
كما اقترح قانون المنطقة القُنصلي، الخاص بمجلس الشيوخ لتعيين المقاطعات القنصلية قبل انتخاب القنصل. كما جعل مثل هذه التعيينات في مجلس الشيوخ مُحصنة ضد حق النقض الأطربوني؛ يُشير «إرنست باديان» إلى أن "هذا القانون يوضح مدى بعده عن كونه ديمقراطيًا". كان الغرض من هذا القانون هو منع القناصل الجالسين من استخدام مناصبهم في اللجان الانتخابية للتأثير على التعيينات الإقليمية بشكل غير صحيح. بشكل عام، كانت إصلاحاته تتناول القضايا الرئيسية في الإدارة. في الوقت نفسه، كان "أرستقراطيًا فخوراً" وترك مجلس الشيوخ مسؤولاً عن توجيه السياسة وتنفيذها من قبل القُضاة، ولكن تحت رقابة أكثر صرامة من قبل الشعب وقوانين مُكافحة الفساد. كانت النتيجة النهائية لقوانينه، هي إنشاء طبقة الفروسية، كطبقة مُستغلة جديدة، غير مُقيدة بتقاليد الخدمة أو المساءلة في القانون؛ هذه العواقب لم تتضح لجيل كامل. تضمنت التشريعات الأخرى بعض القوانين التي تحدد الرسوم الجمركية الجديدة.
في انتخابات 123 ق.م، وفقًا لـ«بلوتارخ»، لم يترشح «غايوس» للانتخاب على الإطلاق؛ بل أنتخبته القبائل من تلقاء نفسها، مع مصادقة رئيس المحكمة على الانتخابات. ربما لم تكن إعادة الانتخاب مناسبة لخُططه - كان هناك حاجة إلى «غايوس» في مقاطعة إفريقيا للإشراف على بناء مُستعمرة في قرطاج - ولكن تمت إعادت أنتخابه إلى منصب مَنبر الشعب مع أصدقائه، «ماركوس فولفيوس فلاكوس» الذي سيكون أحد زملائه كمَنبر و«غايوس فانيوس» سيكون قُنصُلًا.

### ثاني سنة كمنبر شعبي(122 ق.م)
بعد إعادة انتخابه كمنبر شعبي لسنة 122 ق.م، أصدر قانونًا ينُص بأن تكون هيئة المُحلفين الخادمة في المحاكم التي تتناول قضايا الفساد من طبقة الفروسية فقط. ومع ذلك، فأن هذا القانون "أعاد توزيع النفوذ من قسم من النخبة إلى قسم آخر" ولم يقم "بإضفاء الطابع الديمقراطي [على المحاكم] مُجرد تسليم السيطرة إلى أعضاء النخبة الذين لم يكونوا أعضاء في مجلس الشيوخ". كما غيّر هذا القانون بشكل كبير الإجراءات الجنائية الرومانية من خلال السماح للحلفاء بمُلاحقة القضاة السابقين (سواء بشكل مباشر أو من خلال وسيط) بتهمة الفساد.
أدت صعوبة العثور على أراض كافية في إيطاليا لإعادة التوطين - حيث كان الاستيلاء على الأراضي من الحلفاء الإيطاليين مُستحيل سياسيًا لأنه كان من الممكن أن "يلحق أضرارًا جسيمة بمصالحهم" - قاد «غايوس» وحلفاؤه لمتابعة برامج الأستيطان الإيطالية والأجنبية. نجح حليف «غايوس جراكوس»، «غايوس روبريوس»، كجزء من برنامج «جراكوس»، في تنفيذ قانون لتأسيس مُستعمرة في قرطاج. واجه أحد المنابر الأخرى في هذا العام، «ماركوس ليفيوس دروسوس»، برنامج «غايوس وروبريوس» من خلال اقتراح اثنتي عشرة مُستعمرة لكل منها ثلاثة آلاف عائلة مُحتاجة، مع تخصيصات من الأراضي الخالية من الإيجار. مرت مُقترحات «دروسوس» أيضًا، لكنها "لم تصل إلى شيء"؛ بغض النظر عن ذلك، أدى هذا المُقترح إلى إنشاء سلسلة من المجالس المكونة من ثلاثة أفراد لإدارة برامج الأستيطان المُختلفة. من المُفترض أن هذه المُقترحات من «دروسوس» قد تم تقديمها بدفع من مجلس الشيوخ، الذي سعى للعثور على شخص آخر لمنافسة شعبية «غايوس جراكوس».
كما اقترح «غايوس»، في تشريعين، قانون الجنسية على الأرجح، منح الجنسية لللاتينيين والحقوق اللاتينية للحُلفاء الإيطاليين. قد يكون منطق «غايوس» مرتبطًا بإجراءات الإصلاح الزراعي:
| غايوس جراكوس | من المُحتمل أن يكون «غايوس جراكوس»، قد أدرك بعد فوات الأوان المشاكل التي نشأت عندما أرادت اللجنة أخذ الأراضي العامة بعيدًا عن الحُلفاء، حاول تمثيل نوايا «تيبيريوس» على أنها تهدف إلى إفادة إيطاليا بشكل عام، بدلاً من المواطنين الرومان فقط . | غايوس جراكوس |

تم رفض مشروع القانون الأول، لمنح الجنسية لللاتينيين، من قبل «دروسوس» وربما يكون القانون الأخير بشأن الحقوق اللاتينية للإيطاليين قد منحهم أيضًا حقوق المواطنة الكاملة، ولكن على الرغم من أن «غايوس فانيوس» كان حليفًا لـ«جراكوس»، فقد عارض القانون الثاني. عارض «دروسوس» مشروع قانون الجنسية الإيطالية لـ«غايوس» بمشروع قانون أقل شمولاً لإعفائهم من الجَلد، والذي تم تمريره. من جانبه، استطاع «فانيوس» حشد المعارضة لتوسيع نطاق المواطنة من خلال إقناع الناس بأن تمديد الجنسية سيتطلب منهم تقاسم الامتيازات. بقي جزء من خطاب «فانيوس»:
| غايوس جراكوس | أفترض أنك تتخيل أنه إذا أعطيت الجنسية لللاتينيين، فسيظل لديك مكان في المجلس الذي تقف فيه، وستشارك في الألعاب والمهرجانات. ألا تُدرك بأنهم سيُدمرون كل شيء؟ | غايوس جراكوس |

استمرت القضية حتى نهاية العام حتى الانتخابات القنصلية، عندما أصدر «فانيوس» مرسومًا بطرد الإيطاليين من روما، والذي عارضه مرسوم «غايوس» الذي يُزعم أنه وعد بحصانة لكُل إيطالي سيبقى.
كما اقترح مشروع قانون يقضي بأن تصوت القُرون (الكتل الانتخابية الرومانية) بترتيب عشوائي وليس بالترتيب التقليدي حيث صوتت القُرون الأغنى أولاً. إن تغيير الترتيب إلى عشوائي لم يكن ليغير الوزن الزائد للأثرياء في المجلس الروماني، ولكنه كان سيضمن "أن فرص أولئك الذين استمدوا دعمهم من المواطنين الأفقر لن تكون مُتحيزة". ومع ذلك، لا يوجد دليل على إقرار هذا القانون. [44]
خلال دورته الثانية كمَنبر، غادر المدينة - ربما بموافقة مجلس الشيوخ - للإشراف على تأسيس المُستعمرة في قرطاج، والتي يُفترض أنها ابتليت ببشائر سيئة. ومع ذلك، كشف فشل مشاريع قوانين الجنسية عن تراجع شعبيته، وخسر عندما ترشح لإعادة انتخابه لدورة ثالثة على التوالي.

### اندلاع العُنف

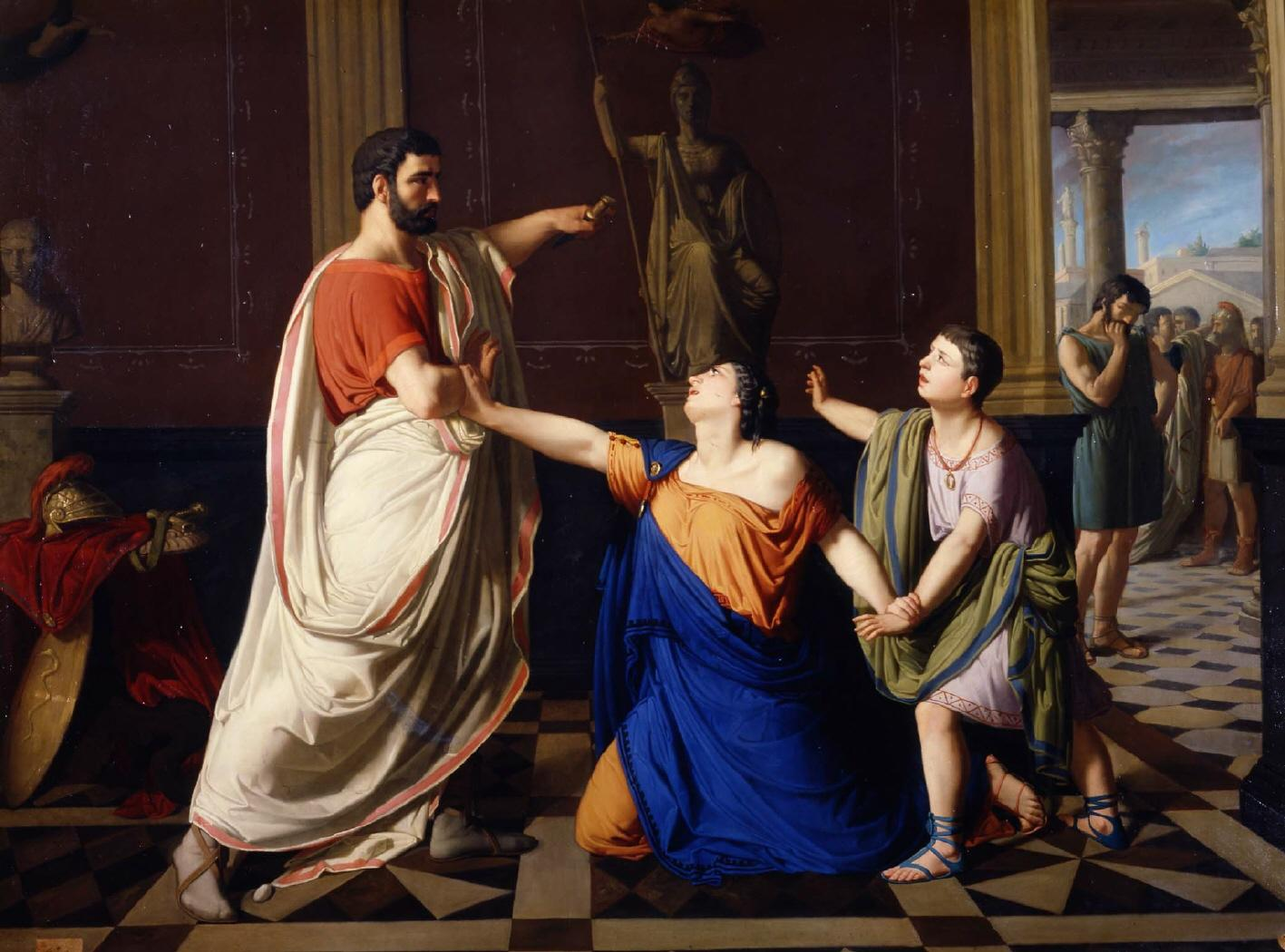
«غايوس جراكوس» يودع زوجته «ليكينيا»، بريشة «ديوسكورو بويبلا» 1858.

في العام الجديد، تعرضت بعض البرامج التشريعية لـ«غايوس» وحُلفائه للهجوم. أحد منابر الشعب لسنة 121 ق.م، «مينوسيوس روفوس»، أراد إلغاء قانون روبريا الذي سمح ببناء مُستعمرة في قرطاج. عندما سخر أحد الحاضرين من «غايوس» والوفد المُرافق له أثناء أحدى التضحيات مِما أدى الى طعنه حتى الموت بقلم، دعا القُنصل «لوسيوس أوبيميوس» إلى اجتماع لمجلس الشيوخ لم يحضره «غايوس» وحليفه «ماركوس فولفيوس فلاكوس».
في اجتماع مجلس الشيوخ، قام المجلس بتشريع مرسوم أخير وحث «لوسيوس أوبيميوس» على مُهاجمة «غايوس» وحلفائه. ردًا على ذلك، قام «غايوس» و«فلاكوس» بتسليح أتباعهم واستولوا على معبد ديانا على هضبة أفنتين. جهز «أوبيميوس» ميليشيا، إلى جانب بعض الرماة المُرتزقة من جزيرة كريت، وأمر الاثنين بالخضوع لحُكم مجلس الشيوخ. ثم سار إلى الأفنتين مع قواته، ووعد لمن يجلُب له رأس «غايوس» سيُجازيه بثقلهِ ذهبًا. قُتل «فلاكوس» وأبناؤه، وقُتل «غايوس» أو انتحر بعد فراره عبر نهر التيبر.

### ما بعد الواقعة

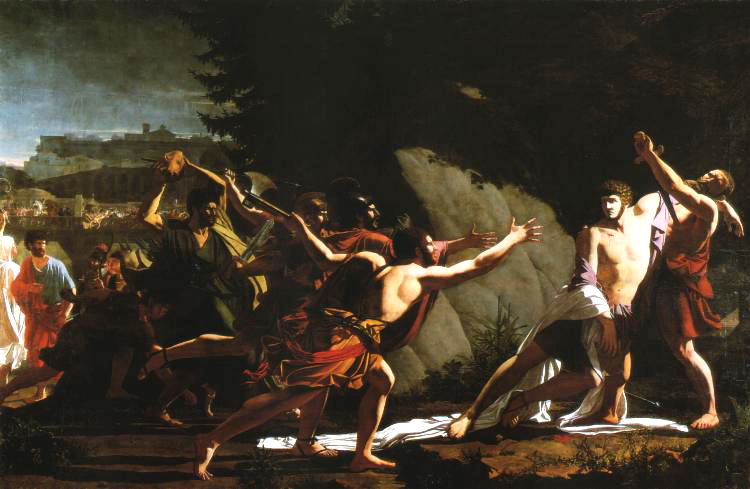
مَقتل «غايوس جراكوس»، بريشة «فرانسوا ليبرون» 1792.

في أعقاب وفاة «غايوس»، تم فتح تحقيق قضائي لمُحاكمة أنصاره. على ما يبدو "أُعدم الكثيرون بعد تحقيق قصير دون إجراءات المُحاكمة"، مع تطهير واسع النطاق ورد الآلاف. أفاد «بلوتارخ» أيضًا أنه تمت مُصادرة ممتلكات «غايوس» و«فلاكوس» وآخرين، إلى جانب مهر أرملته، «ليكينيا»؛ لكن من المُحتمل أن يكون «بلوتارخ» مُخطئًا في هذه المسألة. والأرجح أن منازلهم فقط هي التي هُدمت، وانتقلت مُمتلكاتهم من هُناك إلى ورثتهم.
لم يكن «أوبيميوس» غير مُدركًا تمامًا لأفعاله، بعد الهجوم:
| ” | [أوبيميوس] أجرى طقوسًا لتطهير المدينة من التلوث الناجم عن إراقة الدماء داخل الحدود المُقدسة للمُجتمع. ثم قام ببناء معبد جديد مهيب للإلهة كونكورديا في الطرف الشمالي الغربي من المُنتدى المُجاور لمجلس الشيوخ. من الواضح أن تكريم هذا الإله يُمثل أملاً تقياً في عودة الإحساس المُتجدد بالانسجام السياسي داخل المُجتمع المدني ... لم تُدخر جهود أوبيميوس في الرعاية والفكر والنفقات لإنهاء مقبول للنزاع السياسي والصراع الأهلي. | “ |

ومع ذلك، لم يشاركه الكثيرون في روما ادعاءاته الدينية، وفقًا لـ«بلوتارخ»، ذات ليلة نقشت نقش كتب عليه "عامل الفتنة المجنون يبني معبد كونكورد". أحداث هذا العام امتدت إلى العام الذي تلاه. عندما تخلى «أوبيميوس» عن منصبه، حوكم من قبل «بوبليوس ديسيوس» - أحد منابر الشعب لعام 120 ق.م - بتهمة انتهاك قانون ليكس سيمبرونيا الذي أصدره «غايوس» والذي يحظر إعدام المواطنين الرومان دون الرجوع للشعب. ومع ذلك، كان «أوبيميوس» قادرًا على الدفاع عن نفسه بنجاح من خلال الإشارة إلى مرسوم مجلس الشيوخ الروماني الأخير والادعاء أن خصومه لا يستحقون معاملة مُماثلة لتلك الخاصة بالمواطنين الرومان؛ مكّن دفاعه الناجح من استخدام قرارات مجلس الشيوخ هذه كـ "تفويض مُطلق لأشد الأعمال الانتقامية وحشية". علاوة على ذلك، شكل استخدام القوة بحد ذاته سابقة "توحي بالعُنف كبديل منطقي وأكثر فاعلية للانخراط السياسي والتفاوض والتسوية".

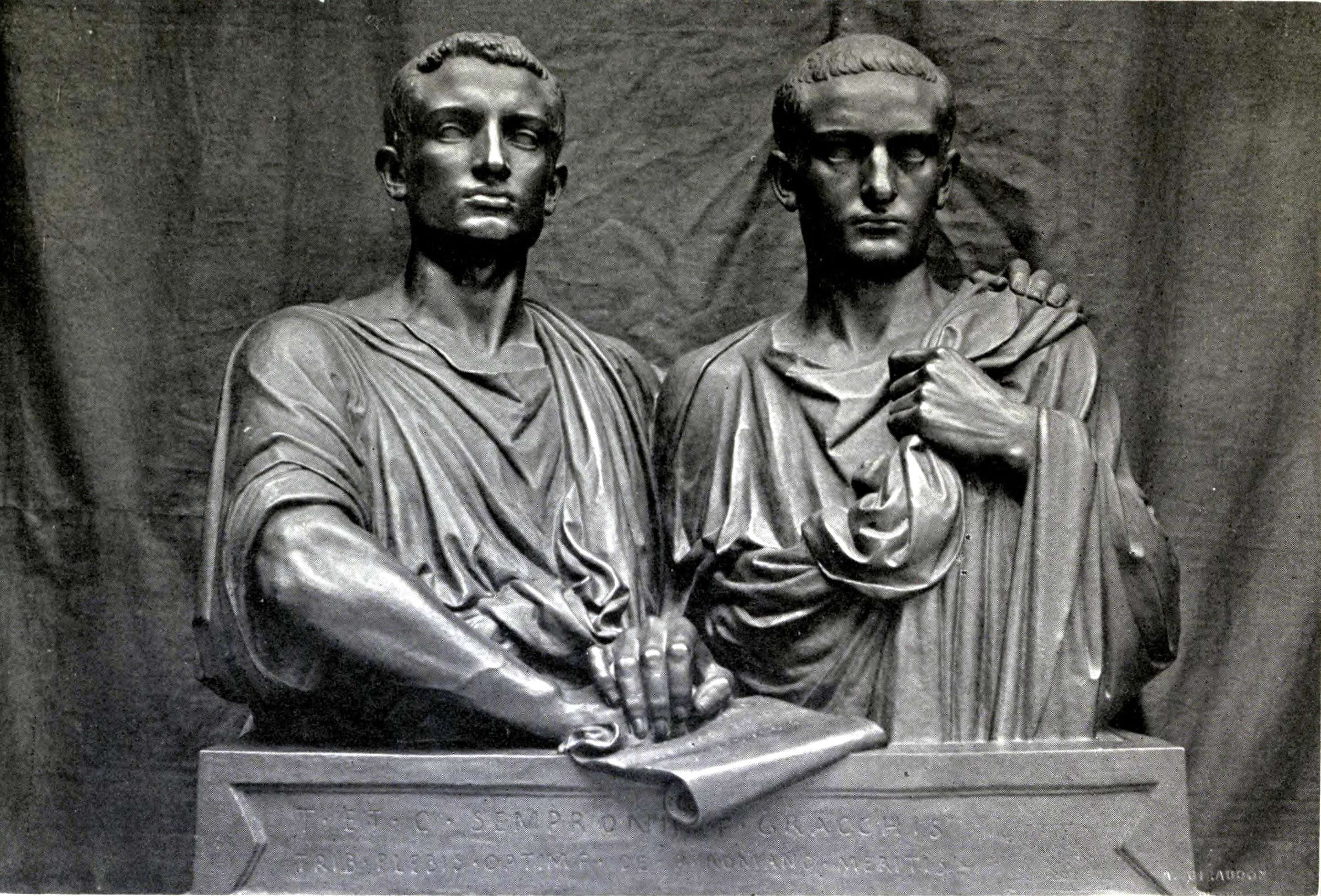
الأخوة جراكوس، نحت للفنان «جان باتيست ويليام». مُتحف أورسي.

نجت أغلب تشريعات «غايوس»، وكشف مرة أخرى أنه "لم تعد قضية مُحددة تهم بقدر ما كانت الضرورة المُلحة للانتصار على المُنافسين". بينما تم إلغاء قانون المُستعمرات الأفريقية، واصل قانون زراعي جديد توزيع الأراضي حول قرطاج على الفقراء، وصمدت المُخططات الأستيطانية في إيطاليا مع تغييرات طفيفة. ومع ذلك، لم يتم إعادة تقديم مسألة الجنسية للإيطاليين منذ حوالي ثلاثين عامًا. بشكل عام، "كان رد فعل الأرستقراطية يشبه رد فعل التعامل العام مع التمرد، يرضخ لمُعظم المطالب لكنه يعدم زعماء العصابة للحفاظ على الانضباط". كما أن المشاريع الأستيطانية الخارجية لم تنتهِ، بعد بضع سنوات فقط، تم تنفيذ مشروع قانون في تحدًا لمجلس الشيوخ الذي أنشأ مُستعمرة في أربونة.
فقط في عام 111 ق.م، بعد حوالي عشر سنوات، تم إلغاء لجنة «جراكوس» للأراضي من قبل قانون آخر (يُسمى أحيانًا "ليكس ثوريا" ولكن الإسناد محل نزاع)، ليس بسبب تأثير البلوتوقراطية، ولكن لأن مُهمة توزيع الأراضي العامة قد أكتملت. تم تأكيد جميع الأراضي العامة التي تم توزيعها بموجب قوانين «جراكوس» لإصلاح الأراضي وخصخصتها بالكامل. عند هذه النقطة، كانت الأراضي العامة الوحيدة المُتبقي هي المراعي أو الأرض بموجب عقود إيجار طويلة الأجل، وهي الأرض التي لا يُمكن توزيعها. كذلك نجا قانون الحبوب الخاص بـ«غايوس» بعد وفاته. تم إلغاؤه فقط في العقد الأخير من القرن، بواسطة «ماركوس أوكتافيوس» الذي كان منبرًا في وقت ما بين 122 و 104 ق.م، ولكن سرعان ما أعاد إحياؤه «لوسيوس أبوليوس ساتورنينوس».